# Wormaldia
Wormaldia är ett släkte av nattsländor. Wormaldia ingår i familjen stengömmenattsländor.

## Bildgalleri

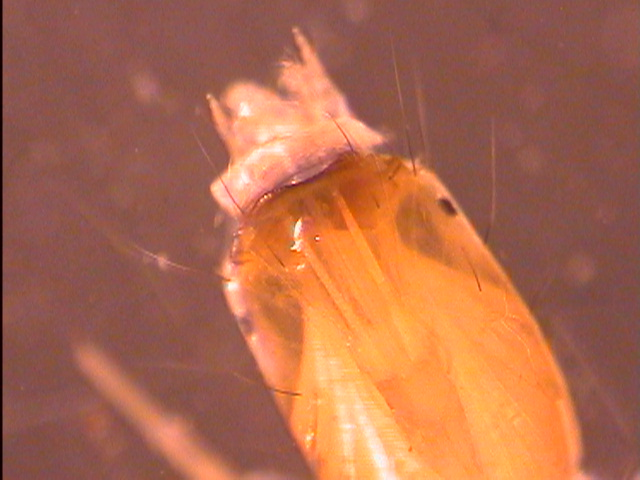
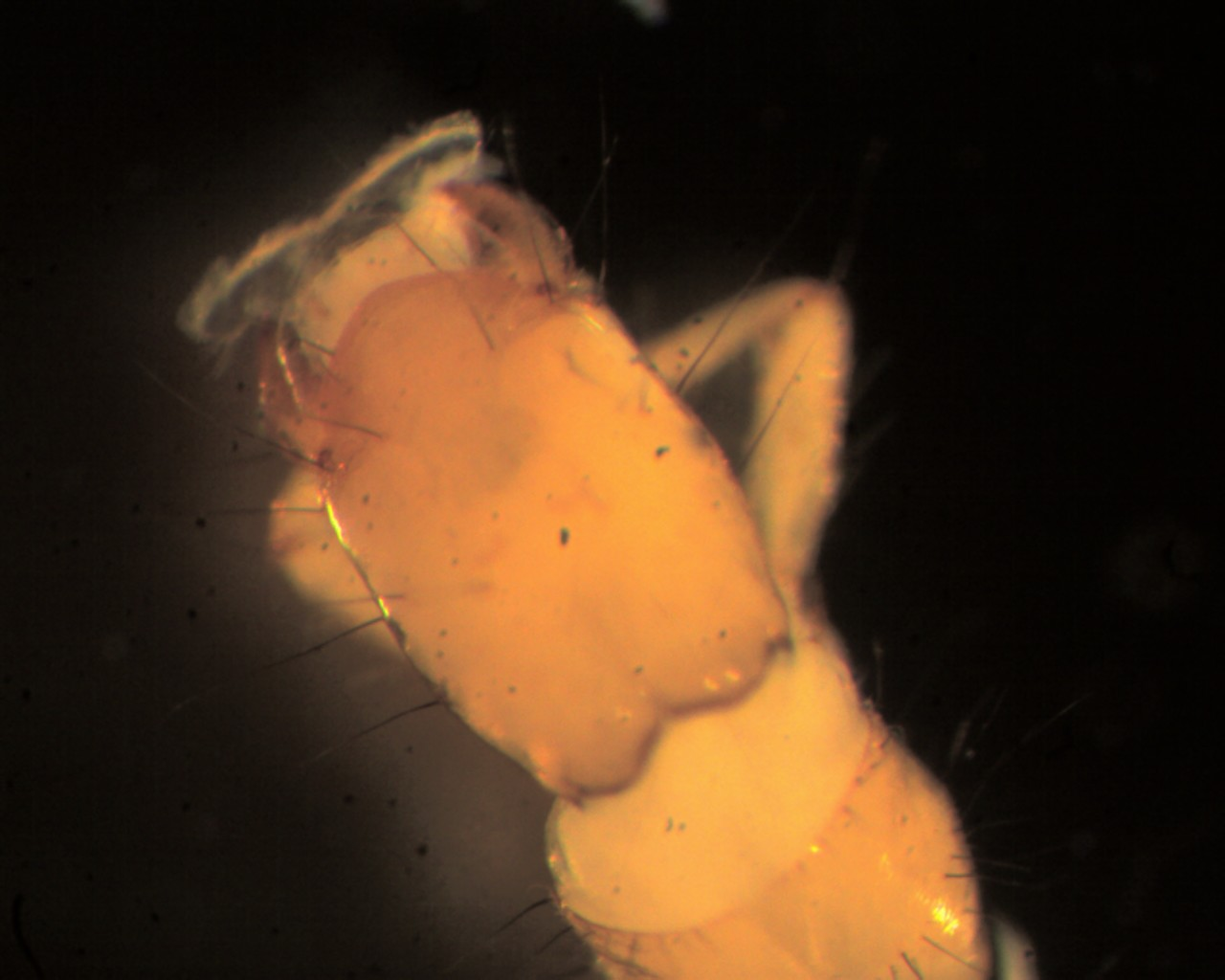
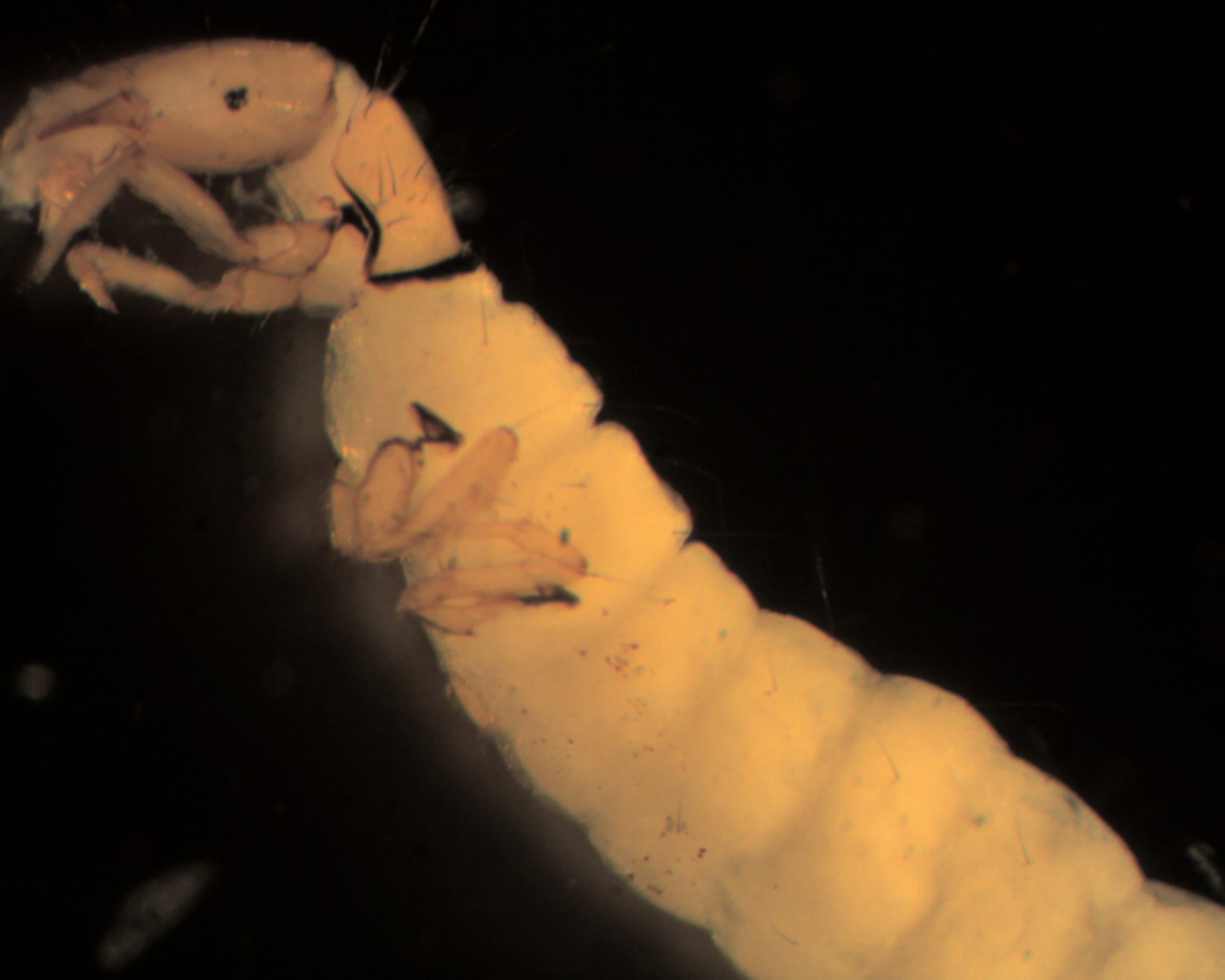

## Dottertaxa tillWormaldia, i alfabetisk ordning[1][2]
- Wormaldia algirica
- Wormaldia ambigua
- Wormaldia anilla
- Wormaldia arcopa
- Wormaldia arizonensis
- Wormaldia arriba
- Wormaldia artillac
- Wormaldia balcanica
- Wormaldia bilamellata
- Wormaldia bulgarica
- Wormaldia cantabrica
- Wormaldia charalambi
- Wormaldia chinensis
- Wormaldia clavella
- Wormaldia congina
- Wormaldia copiosa
- Wormaldia coreana
- Wormaldia cornuta
- Wormaldia corvina
- Wormaldia dampfi
- Wormaldia dissita
- Wormaldia dorsata
- Wormaldia echinata
- Wormaldia endonima
- Wormaldia ephestion
- Wormaldia esperonis
- Wormaldia extensa
- Wormaldia fletcheri
- Wormaldia fujinoensis
- Wormaldia gabriella
- Wormaldia gardensis
- Wormaldia gesugta
- Wormaldia hamata
- Wormaldia hemsinensis
- Wormaldia ikizdere
- Wormaldia insignis
- Wormaldia inthanonensis
- Wormaldia joosti
- Wormaldia juliani
- Wormaldia kadowakii
- Wormaldia kakopteros
- Wormaldia khourmai
- Wormaldia kimminsi
- Wormaldia kyana
- Wormaldia lacerna
- Wormaldia laona
- Wormaldia longicerca
- Wormaldia longicornuta
- Wormaldia longispina
- Wormaldia luma
- Wormaldia lusitanica
- Wormaldia matagalpa
- Wormaldia mediana
- Wormaldia melanion
- Wormaldia moesta
- Wormaldia muoihai
- Wormaldia muoimot
- Wormaldia nigrorosea
- Wormaldia niiensis
- Wormaldia occidea
- Wormaldia occipitalis
- Wormaldia oconee
- Wormaldia pachita
- Wormaldia palma
- Wormaldia pauliani
- Wormaldia planae
- Wormaldia prolixa
- Wormaldia pulla
- Wormaldia quadriphylla
- Wormaldia recta
- Wormaldia relicta
- Wormaldia rufiventris
- Wormaldia saekiensis
- Wormaldia saldetica
- Wormaldia serratosioi
- Wormaldia shawnee
- Wormaldia simulans
- Wormaldia sinocornuta
- Wormaldia spinifera
- Wormaldia strota
- Wormaldia subnigra
- Wormaldia sumuharana
- Wormaldia tarasca
- Wormaldia therapion
- Wormaldia thyria
- Wormaldia triangulifera
- Wormaldia uonumana
- Wormaldia vargai
- Wormaldia variegata
- Wormaldia yakuensis
- Wormaldia yavuzi
- Wormaldia yunotakiensis